# Hygrophanität

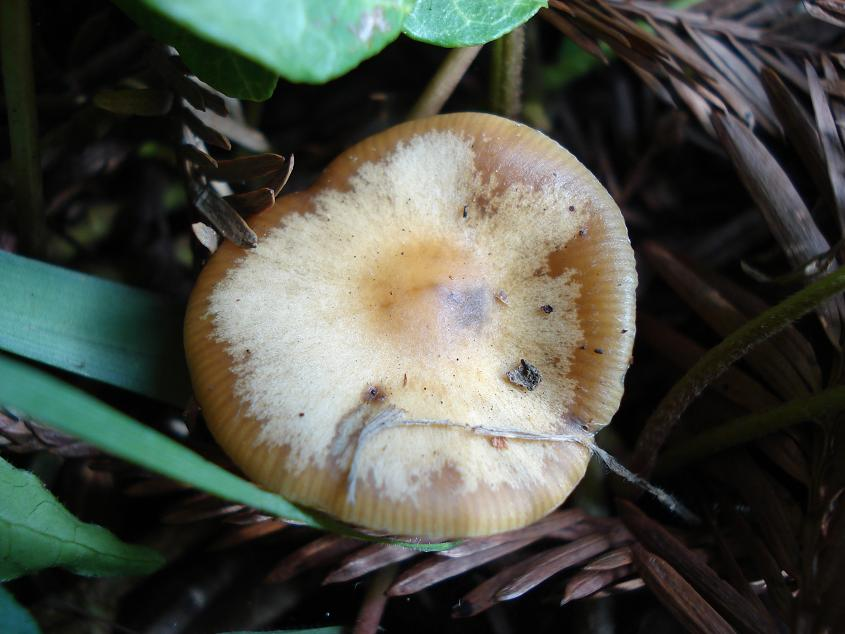
Hygrophanität am Beispiel des Blauenden Kahlkopfs (Psilocybe cyanescens)

Hygrophanität (von altgriechisch ὑγρός hygrós „feucht, nass“ sowie φαίνω phaínō „scheinen, erscheinen“) bezeichnet die Eigenschaft einiger Pilze, bei Verlust oder Aufnahme von Wasser die Farbe zu ändern. In der Regel wird diese Eigenschaft auf den Pilzhut bezogen.
Da die Austrocknung für gewöhnlich nicht gleichmäßig vonstattengeht, zeigen hygrophane Pilze abhängig vom Ausmaß der Sättigung durch Wasser oft unterschiedlich gefärbte Areale oder flammenförmige, radial verlaufende Streifung. Gleichzeitig führt die Feuchtigkeit des Pilzhutes oft auch zu einer erhöhten Transparenz, besonders am Hutrand, wodurch sich beispielsweise die Lamellen durch den Hut hindurch abzeichnen.
Die Hygrophanität kann als Erkennungsmerkmal von Pilzarten herangezogen werden.